# Hospital Floreasca
El Hospital Floreasca (en rumano: Spitalul Floreasca) es un gran hospital de Bucarest, Rumania. El hospital se especializa en la prestación de atención médica de emergencia.
Floreasca es la primera institución especializada en el suministro de medicina de emergencia. Fue abierto en 1933, específicamente para este propósito. Inicialmente, el hospital fue financiado por Nicolae Minovici, un profesor rumano.
El 24 de agosto de 1944, durante la Segunda Guerra Mundial el edificio del hospital fue destruido durante el bombardeo de Bucarest.
En 1949, un nuevo edificio fue construido para el hospital. El edificio, aunque renovado varias veces, sigue funcionando hoy en día.
En 1960, el edificio fue modificado sustancialmente, y 7 pisos nuevos se le añadieron.